# Goku
Son Goku (孫 悟空?, Son Gokū), chiamato spesso semplicemente Goku, è un personaggio immaginario e il protagonista del manga Dragon Ball di Akira Toriyama. Egli compare anche in tutte le opere derivate, tra cui le serie televisive anime Dragon Ball, Dragon Ball Z, Dragon Ball GT, Dragon Ball Super e Dragon Ball Daima, i film, gli OAV e numerosi videogiochi, oltre ad essere oggetto di un vasto merchandising.
Son Goku esordisce come un ingenuo bambino con una coda di scimmia e la forza spropositata, il quale, inizialmente solo insieme a Bulma, ma dopo anche con i suoi altri compagni, si mette alla ricerca delle magiche sfere del drago che permettono di esaudire un desiderio. In seguito scopre di appartenere al popolo extraterrestre e guerriero dei Saiyan e di chiamarsi in realtà Kakaroth (カカロット?, Kakarotto, Kaarot nell'edizione italiana dell'anime). Crescendo, Goku diventa il guerriero più forte della Terra e affronta numerosi avversari sempre più potenti che minacciano la pace del pianeta e dell'universo.
Goku è basato sul personaggio di Sun Wukong del classico della letteratura cinese Il viaggio in Occidente. È diventato uno dei personaggi più iconici e conosciuti del fumetto e dell'animazione giapponese nel mondo. La sua influenza nel panorama dello shōnen manga è stata inoltre fonte d'ispirazione per la creazione di numerosi personaggi di manga e anime successivi.

## Ispirazione e creazione

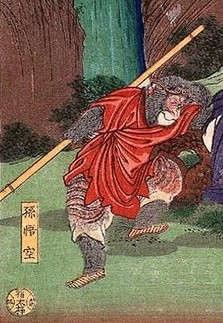
Sun Wukong

Il personaggio nasce come parodia della scimmia antropomorfa e dotata di poteri magici de Il viaggio in Occidente, Sun Wukong (孙悟空?, Sun Wukong, che in giapponese ha proprio il nome di Son Goku); come il personaggio originale, fino a un certo punto della storia ha un bastone che si allunga a comando, vola su una nuvola d'oro e ha una coda di scimmia; inoltre varie vicende e personaggi della prima parte del manga sono liberamente ispirati a situazioni dell'opera originale. L'abito si ispira a quelli da cerimonia dei monaci Shaolin in Cina; lo stesso Sun Wukong indossa spesso un abito simile. Altra fonte di ispirazione è un altro personaggio dell'autore, il protagonista del manga Dragon Boy. L'idea iniziale era quella di realizzare un personaggio che combattesse su diversi pianeti raggiunti attraverso l'uso del teletrasporto; non entusiasta del risultato - in quanto questo escamotage avrebbe reso la trama molto breve, decise di scartare l'idea. Nello sviluppo del manga, Toriyama ritornò sull'idea e alla fine decise di conferire a Goku la capacità di teletrasportarsi a partire dal suo ritorno dal pianeta Yardrat, appresa dallo yardratiano Pybara, prima dell'inizio dell'arco di Cell.

### Sviluppo inGT
Durante la fase di produzione della serie di Dragon Ball GT, non tratta dal manga, i produttori dell'anime definirono che il concetto portante della serie di Dragon Ball era raccontare la crescita di Goku. Dato che Goku era diventato troppo forte per continuare a parlare della sua crescita, si decise di farlo tornare bambino e di togliergli la capacità di teletrasportarsi. In aggiunta, poiché divenne arduo individuare avversari sulla Terra che potessero effettivamente mettere alla prova Goku, le sue avventure furono progressivamente trasferite nello spazio cosmico. Nonostante Toriyama non abbia creato la serie GT, egli collaborò comunque al character design di gran parte dei personaggi, compreso l'aspetto di Goku da bambino.
Il character designer Katsuyoshi Nakatsuru si ispirò al design di Son Goten da bambino per animare Goku bambino in Dragon Ball GT. Il disegnatore prestò particolare attenzione a dare a Goku un'espressione che riflettesse la maturità interiore del personaggio. Nonostante l'aspetto infantile, scelse di mantenere le rughe sulle guance di Goku, un dettaglio che suggerisce la sua vera età e saggezza. Per disegnare Goku trasformato in Super Saiyan 4, Nakatsuru dovette affrontare una sfida unica. Sentiva che l'evoluzione del personaggio avesse già raggiunto il culmine con il Super Saiyan 3, e quindi decise di cambiare radicalmente approccio, scegliendo di rendere i capelli di Goku neri e il suo corpo peloso e rosso, così da infondere un senso di "ferocia".

## Biografia del personaggio

### Origini

Il vero nome di Goku, Kakaroth (カカロット, Kakarotto), scritto nella lingua dei Saiyan; tutti i nomi dei Saiyan derivano da giochi di parole su vari tipi di verdura e nel caso di Kakaroth esso deriva dall'inglese carrot, carota

Goku, il cui vero nome è Kakaroth (in varie edizioni Kakarot, Kakarotto o Kaarot), è un guerriero Saiyan figlio di Bardack e Gine, classificato come soldato "d'infimo livello" dal suo popolo, come suo padre e suo fratello maggiore Radish. Secondo il manga Dragon Ball Minus, un mese prima della distruzione del suo luogo di nascita (il pianeta Vegeta) da parte di Freezer, Bardack, avendo intuito i piani di Freezer, decise di inviare il piccolo Kakaroth sulla Terra allo scopo di metterlo in salvo. Una volta atterrato con la sua navicella sulla Terra, il piccolo Saiyan incontrò colui che lo avrebbe allevato come un nipote: nonno Son Gohan, il quale lo chiamò con il nome di "Son Goku" e decise di allenarlo con lo scopo di farlo diventare un fortissimo atleta di arti marziali. Inizialmente, però, il rapporto tra i due fu complicato: a causa della sua indole di Saiyan, infatti, Goku si comportava in modo molto violento, fino a che cadde da un burrone e sbatté la testa, con il risultato che perse la memoria e anche il suo carattere aggressivo. Da quel momento in poi Goku divenne un bambino buono e responsabile e Gohan continuò ad addestrarlo nelle arti marziali. A quanto pare Goku, in diverse occasioni, guardando la luna piena, si trasformò in Scimmione, quindi Gohan lo esortò a non guardare mai la luna piena per evitare che si trasformasse ancora senza spiegargli il motivo, limitandosi solo a dirgli che nelle notti di plenilunio si aggirava un pericoloso mostro scimmia che viveva nelle vicinanze del Monte Paoz. Purtroppo Goku, contravvenendo alle istruzioni di suo nonno, durante un'altra notte di plenilunio, guardò ancora una volta la luna piena e, trasformandosi in Scimmione, uccise inconsapevolmente suo nonno. Una volta tornato normale Goku non ricordò nulla dell'evento e attribuì la morte del nonno al mostro scimmia di cui gli parlò Gohan; inoltre, alla morte dell'uomo, Goku ottenne in eredità una delle sfere del drago, quella dalle quattro stelle, e il bastone Nyoi. Solo molti anni dopo, in occasione del suo primo scontro con Vegeta, Goku scoprirà di essere stato proprio lui l'artefice della morte di suo nonno.

### Dragon Ball

Son Goku da bambino sulla copertina italiana del primo volume della Evergreen Edition di Dragon Ball

Dopo aver vissuto per qualche tempo come un eremita sul Monte Paoz, Goku conosce Bulma e si unisce a lei nella ricerca delle sette sfere del drago, le quali evocano un drago magico di nome Shenron in grado di esaudire dei desideri. Durante il viaggio, Goku e Bulma incontrano diversi personaggi, come lo Stregone del Toro e sua figlia Chichi, la quale diventerà in futuro la moglie di Goku. Inoltre il giovane ragazzo fa la conoscenza del Maestro Muten, colui che allenò suo nonno, che gli dona la nuvola d'oro. Goku e Bulma incontrano altri individui come il bandito Yamcha e i due mutaforma Olong e Pual; essi, inizialmente ostili, diventano successivamente loro alleati nel corso della ricerca delle sfere e aiuteranno il duo contro Pilaf e i suoi scagnozzi, intenzionati a recuperare le sette sfere per chiedere al drago di farli diventare i padroni del mondo. Alla fine Pilaf viene sconfitto, ma le sfere si disperdono sulla Terra dopo il desiderio di Olong di avere delle mutandine da donna. Intenzionato a recuperare la sfera di suo nonno, Goku si promette che dopo un anno riprenderà la ricerca delle sfere del drago, ma prima decide di allenarsi sull'isola del Maestro Muten. Muten addestra Goku e un giovane monaco di nome Crilin per l'incombente Torneo Tenkaichi in cui si sfidano i migliori lottatori della Terra. Grazie agli allenamenti del severo maestro, Goku ottiene una forza maggiore e riesce, seppur con qualche difficoltà, a raggiungere la finale dopo aver battuto Giran e Nam, venendo però sconfitto nell'ultimo combattimento da Muten, il quale ha partecipato al torneo sotto mentite spoglie, registrandosi con il nome Jackie Chun.
Dopo il torneo Goku riprende la ricerca delle sfere. In questo frangente è l'esercito del Red Ribbon a ostacolarlo, ma Goku riesce man mano ad aumentare la sua forza sconfiggendo prima diversi membri di spicco dell'esercito, tra cui il sicario Taobaibai, per poi annientare definitivamente il Red Ribbon stesso. Con l'aiuto della sorella di Muten, Uranai Baba, Goku recupera anche l'ultima sfera, chiedendo a Shenron di riportare in vita il guardiano della Torre di Karin, Bora, ucciso tempo prima da Taobaibai.
Tre anni dopo la sconfitta del Red Ribbon, Goku partecipa al 22º Torneo Tenkaichi, e dopo aver battuto Crilin arriva nuovamente in finale e incontra Tenshinhan, l'allievo dell'Eremita della Gru, rivale del Maestro Muten e fratello di Taobaibai. Anche questa volta Goku perde per un soffio. Dopo la finale Crilin viene ucciso da Tamburello, un sicario del Grande Mago Piccolo. Quest'ultimo vuole sterminare tutti gli atleti di arti marziali in modo tale da prevenire che qualcuno riesca a imprigionarlo come in passato. Dopo aver ucciso Tamburello e vendicato Crilin, Goku affronta il Grande Mago Piccolo, ma viene pesantemente sconfitto; allora Yajirobei lo porta alla Torre di Karin e lì Goku beve l'acqua del dio maestoso entrando in possesso di un potere enorme e riuscendo quindi a sconfiggere il Grande Mago Piccolo; poco prima di morire, tuttavia, il nemico riesce a generare un erede al quale affida la missione di vendicarlo. L'erede in questione è Piccolo e Goku (ormai divenuto un giovane uomo) lo incontra in occasione del 23º Torneo Tenkaichi, dopo essersi allenato per tre anni al cospetto di Dio. I due si affrontano in finale, dove Goku riesce a sconfiggere Piccolo e a vincere finalmente il torneo; successivamente il giovane parte con la promessa sposa Chichi.
Cinque anni dopo il matrimonio con Chichi, Goku, ora ventiquattrenne, è anche padre di un bimbo di quattro anni di nome Son Gohan. Sulla Terra giunge Radish, il quale si presenta come suo fratello, gli rivela le sue origini aliene e lo esorta a unirsi a lui e ai due altri Saiyan superstiti per conquistare nuovi pianeti (secondo Radish, che era assente al momento della distruzione del suo pianeta, Goku fu mandato sulla Terra da infante con l'obiettivo di sterminare i suoi abitanti e conquistarla, visto che di solito è questa la ragione per cui i bambini venivano mandati su pianeti con abitanti dal basso livello di potenza). Goku si rifiuta e, insieme al suo vecchio nemico Piccolo, affronta Radish, sacrificandosi affinché Piccolo uccida sia lui che l'invasore. Con la prospettiva dell'arrivo di due Saiyan ancora più forti, Goku, nell'aldilà, decide di allenarsi presso il Re Kaioh del Nord. Il Saiyan viene quindi riportato in vita con le sfere del drago, ma a causa di un errore di calcolo di Re Kaioh giunge in soccorso dei suoi compagni troppo tardi. Al suo arrivo Yamcha, Tenshinhan, Jiaozi e Piccolo sono già stati uccisi da uno dei due Saiyan, Nappa, ma Goku riesce a salvare la vita a suo figlio e a Crilin. Egli sconfigge facilmente Nappa e poi affronta Vegeta, il principe dei Saiyan. Vegeta si rivela un avversario inarrestabile, ma con l'aiuto di Gohan, Crilin e Yajirobei viene infine battuto. Goku decide comunque di risparmiare Vegeta nella speranza di un nuovo scontro, e il nemico fugge dalla Terra a bordo della sua navicella.
A causa della morte di Piccolo e, di conseguenza, di Dio, sulla Terra non esistono più le sfere del drago. Così Crilin, Gohan e Bulma partono per andare sul pianeta Namecc, allo scopo di cercare le sfere del luogo e usarle per resuscitare gli amici uccisi dai Saiyan, mentre Goku, a causa delle ferite riportate nello scontro con Vegeta, parte in un secondo momento con una navicella costruita dal padre di Bulma e nell'attesa di arrivare, il Saiyan si allena sfruttando un simulatore di gravità, sviluppando enormemente i suoi poteri. Goku arriva su Namecc e salva Gohan e Crilin dall'attacco della Squadra Ginew. Dopo aver messo K.O. Recoom, affronta e sconfigge facilmente i tre membri rimanenti della Squadra Ginew, Barter, Jeeth e Ginew stesso, il quale riesce a scambiare il suo corpo con quello di Goku. Solo alla fine Goku riesce a recuperare il suo corpo, ma a causa delle ferite subite viene immerso da Vegeta in una vasca di rianimazione, dalla quale esce completamente guarito nel bel mezzo dello scontro tra i suoi compagni e Freezer. Dopo aver scoperto dal morente Vegeta che è stato Freezer a sterminare i Saiyan, Goku lo affronta, ma ogni tentativo di sconfiggerlo si rivela inutile, compresa la Sfera Genkidama. Con quest'ultima tecnica Freezer ammette di aver rischiato la vita, e in preda alla rabbia ferisce gravemente Piccolo e uccide Crilin nel giro di un istante. A causa della morte dell'amico Goku, pervaso dalla rabbia, si trasforma nel leggendario Super Saiyan. Ripreso il combattimento con Freezer, quest'ultimo comprende pian piano la superiorità di Goku a seguito della trasformazione e decide di danneggiare gravemente il nucleo di Namecc, conscio del fatto che solo lui è in grado di sopravvivere nello spazio aperto. Tuttavia, dopo un lungo duello, Goku riesce a sconfiggere Freezer e a fuggire da Namecc prima dell'esplosione, grazie a una delle navicelle della Squadra Ginew. La navicella utilizzata era però programmata per andare sul pianeta della razza aliena degli yardratiani, dove Goku rimarrà per un anno, apprendendovi la tecnica del teletrasporto.
Trascorso l'anno, Goku ritorna sulla Terra, anche conscio del fatto che Freezer è sopravvissuto e che sta giungendo sul pianeta per vendicarsi. Al suo arrivo, con sua grande sorpresa, ritrova tutti i suoi amici ad attenderlo e scopre che il malvagio alieno è già stato sconfitto da un misterioso giovane, capace di trasformarsi in Super Saiyan, che tra l'altro sapeva esattamente dove Goku sarebbe atterrato. Quest'ultimo viene preso in disparte dal ragazzo, che afferma di chiamarsi Trunks, di essere il figlio di Vegeta e Bulma e di venire dal futuro. Trunks rivela a Goku che di lì a tre anni sarebbe morto a causa di una malattia cardiaca e che tutti i suoi compagni sarebbero stati uccisi da due cyborg, creature costruite dal Dottor Gelo, ultimo superstite del Red Ribbon. Goku decide pertanto di allenarsi per affrontare la minaccia e riceve da Trunks la medicina, creata nel futuro, per guarire dalla sua futura malattia cardiaca. Una volta passati i tre anni, Goku affronta i cyborg, combattendo contro Numero 19, ma è costretto a ritirarsi dallo scontro per colpa della malattia cardiaca. Una volta ripresosi, viene a sapere che gli androidi più forti sono stati assorbiti da una creatura ancora più forte e minacciosa, di nome Cell, il più potente degli androidi del Dottor Gelo. Goku decide quindi di allenarsi con Gohan nella Stanza dello Spirito e del Tempo per potenziare le sue abilità, ma soprattutto per superare il limite del Super Saiyan. Una volta terminato l'allenamento, in cui Gohan riesce a raggiungere lo stadio del Super Saiyan, e Goku a potenziarlo ulteriormente, padre e figlio partecipano al torneo organizzato da Cell. Goku combatte per primo, ma si rende velocemente conto della superiorità dell'avversario e cede il posto a suo figlio Gohan. Il giovane surclassa suo padre e il nemico raggiungendo lo stadio di Super Saiyan 2 e, quando Cell tenta di autodistruggersi insieme alla Terra, Goku si sacrifica teletrasportando il cyborg sul pianeta di Re Kaioh del Nord, dove rimane coinvolto nell'esplosione del nemico e muore. Dopo la sconfitta di Cell per mano di Gohan, Goku rivela la sua decisione di rimanere nell'aldilà, in quanto è conscio di essere lui stesso la fonte dei pericoli che colpiscono il mondo.
Dopo sette anni Goku, con l'aiuto di Uranai Baba, decide di ritornare in vita per un giorno per partecipare al Torneo Tenkaichi. In quest'occasione incontra per la prima volta il suo secondo figlio Son Goten, nato poco tempo dopo la sua morte. Il torneo viene però interrotto dall'arrivo di due subordinati del mago Babidy, che assorbono l'energia di Gohan per liberare un demone potentissimo di nome Majin Bu dal suo sigillo. Goku prova a impedire il risveglio del demone, e sconfigge facilmente Yakon, soldato di Babidy, ma purtroppo Vegeta, posseduto dal mago, sfida Goku in un combattimento molto impegnativo, e con l'energia che Goku consuma durante il duello e che viene assorbita dal sigillo, Majin Bu viene liberato. Goku attacca Majin Bu trasformandosi in Super Saiyan III e mettendo l'avversario in seria difficoltà, ma, trascorso un giorno, è costretto a tornare nell'aldilà. Dopo la sconfitta di suo figlio Gohan da parte di Bu, Goku ritorna in vita grazie al sacrificio dell'Anziano Kaiohshin e si fonde con Vegeta tramite gli orecchini Potara, dando vita a Vegeth. Vegeth si dimostra molto più potente di Majin Bu e riesce a liberare Gohan, Goten, Trunks e Piccolo che erano stati assorbiti dal mostro, ma la fusione si scioglie anzitempo e Goku e Vegeta ritornano a essere due esseri distinti. Dopo che Bu distrugge la Terra, Goku lo affronta sul pianeta dei Kaiohshin e lo sconfigge tramite una Genkidama contenente tutta l'energia degli abitanti della Terra riportati in vita grazie alla sfere del drago di Namecc. Una volta tornato sulla Terra, Goku si ricongiunge alla sua famiglia.
Dopo circa dieci anni dalla sconfitta di Majin Bu, Goku diventa nonno della piccola Pan e, partecipando al 28º Torneo Tenkaichi, incontra Ub, la reincarnazione benevola di Bu. I due si affrontano al torneo e quest'ultimo dà prova di essere un guerriero formidabile, ma non ancora in grado di padroneggiare al meglio il suo potere. Goku allora gli propone di diventare suo allievo, avendo individuato in lui il suo successore come protettore della Terra.

### Dragon Ball GT
In Dragon Ball GT, Goku ritorna un bambino di dodici anni a causa di un desiderio espresso per errore da Pilaf con le sfere del drago dalla stella nera. Una volta espresso il desiderio le sfere si spargono nelle quattro galassie e Re Kaioh rivela che, se queste non verranno radunate entro un anno dal desiderio, la Terra sarebbe esplosa. Goku parte allora con Trunks e sua nipote Pan con la navicella spaziale costruita da Bulma per localizzare e riunire le sfere. Nel corso del viaggio Goku e i compagni fanno la conoscenza del robottino Gil e affrontano vari nemici, come le macchine mutanti costruite dal Dottor Mieu e Baby (uno Tsufuru), intenzionato a vendicarsi dei Saiyan colpevoli di aver sterminato la sua razza. Quest'ultimo, dopo essere sfuggito a Goku e i suoi compagni, giunge sulla Terra e si impadronisce del corpo di Vegeta e delle menti di tutti gli esseri viventi sul pianeta. Nel tentativo di sconfiggerlo, Goku si reca sul pianeta dei Kaiohshin per farsi ricrescere la coda e ottiene la trasformazione in Super Saiyan IV. Raggiunta quest'ultima trasformazione, Goku riesce a cacciare Baby dal corpo di Vegeta e a sconfiggerlo.
Nella successiva avventura Goku è costretto ad affrontare dei vecchi nemici, usciti dal regno degli inferi grazie a un piano del Dottor Gelo e del Dottor Mieu. I due scienziati riescono a imprigionare con l'inganno Goku nel regno degli inferi, dove affronta Cell e Freezer. Dopo averli sconfitti Goku fugge dagli inferi con l'aiuto di Piccolo e, una volta ritornato sulla Terra, affronta il cyborg creato dai due scienziati: Super C-17. Solo grazie all'intervento di C-18, Goku riesce a eliminare il nemico. Quando Goku richiama il drago Shenron per resuscitare le vittime di Super C-17, al suo posto appare una sua controparte malvagia che si divide in sette draghi malvagi. Negli scontri che seguono Goku sconfigge i primi draghi con facilità, fino all'apparizione di Li Shenron, il drago dalla sfera a una stella. Per contrastare l'enorme forza del drago, Goku si fonde con Vegeta, dando vita a Gogeta Super Saiyan IV. Tuttavia la fusione si scioglie poco prima che Gogeta possa eliminare Li Shenron, e alla fine Goku uccide il drago tramite una Genkidama contenente l'energia dell'intero universo. Dopo la battaglia, Goku saluta un'ultima volta i suoi amici e si fonde col drago Shenron, per poi lasciare il pianeta.

### Dragon Ball Super

Son Goku da adulto sulla copertina italiana del primo volume di Dragon Ball Super

In Dragon Ball Super, qualche tempo dopo la sconfitta di Majin Bu la Terra è finalmente in pace e Goku ora lavora come agricoltore, aiutato ogni tanto dal figlio Goten, ma riesce comunque a convincere sua moglie Chichi a fargli riprendere gli allenamenti sul pianeta di Re Kaioh. Qui viene raggiunto dal Dio della distruzione Beerus, e dal suo maestro Whis, i quali cercano informazioni riguardo a un presunto Super Saiyan God dietro minaccia di distruggere il pianeta. Con l'aiuto di Shenron e delle sfere del drago, Goku scopre che il modo per diventare lui stesso il Super Saiyan God è attraverso l'energia di cinque Saiyan (Vegeta, Gohan, Goten, Trunks e Pan, quest'ultima ancora nel grembo della madre Videl). Una volta effettuata la trasformazione, Goku inizia a combattere contro Beerus, rivaleggiando con il Dio, ma non riesce però a sconfiggerlo. Beerus, tuttavia, colpito dalle capacità di Goku, decide di non distruggere più la Terra. Un anno dopo Whis prende Goku e Vegeta come suoi allievi, ma l'allenamento è interrotto dal ritorno del redivivo Freezer (riportato in vita da Shenron su richiesta dei suoi soldati) che si è recato sulla Terra in cerca di vendetta. Nel corso della battaglia Freezer distrugge la Terra, ma Whis interviene per riavvolgere il tempo di tre minuti, permettendo a Goku di uccidere l'avversario prima che possa distruggere il pianeta.
Insieme a Vegeta, Piccolo, Majin Bu e Monaka, Goku partecipa in rappresentanza del Settimo Universo al torneo di arti marziali organizzato da Champa, il Dio della distruzione del Sesto Universo. Per prepararsi all'evento Goku e Vegeta decidono di allenarsi assieme all'interno della Stanza dello Spirito e del Tempo per tre giorni, equivalenti a tre anni di allenamento. Nel corso del torneo Goku affronta e sconfigge Botamo, venendo però sconfitto irregolarmente da Frost, che lo stordisce e lo fa precipitare fuori dal ring. Reintegrato tra i partecipanti del torneo, Goku affronta il sicario Hit in un duello a parità di livello. Alla fine della battaglia, Goku decide di arrendersi avendo capito che Hit non stava combattendo al meglio delle sue capacità a causa del regolamento del torneo che non consentiva di uccidere gli avversari. Il torneo, infine, viene vinto dal Settimo Universo dato che Hit concede la vittoria a Monaka, inoltre Goku fa la conoscenza di Zeno, il re dei dodici universi, che lo invita a partecipare, in futuro, a una nuova competizione che coinvolgerà i migliori guerrieri di tutti gli universi.
Goku e Vegeta riprendono gli allenamenti sotto la supervisione di Whis e Beerus, finché Trunks del futuro fa ritorno nel presente e chiede loro aiuto per sventare la minaccia dell'entità malvagia Black Goku. Dopo alcuni scontri col nuovo nemico nel futuro di Trunks, Goku scopre che Black Goku è in realtà Zamasu, un apprendista Kaiohshin del Decimo Universo, arrivato da una linea temporale alternativa dove ha ucciso Goku dopo aver scambiato il suo corpo con quello del Saiyan stesso usando le super sfere del drago. Black Goku si fonde poi con il suo alleato Zamasu del futuro (cioè l'apprendista Kaiohshin proveniente dalla linea temporale di Trunks del futuro) per dare vita a una fusione potentissima tramite gli orecchini Potara. Goku e Vegeta si fondono a loro volta in Vegeth con i Potara, il quale mette Zamasu alle corde, ma, proprio al momento decisivo, la fusione si interrompe improvvisamente. A questo punto, Goku decide di convocare Zeno del futuro con il pulsante che lo Zeno del presente gli aveva regalato, il quale elimina definitivamente Zamasu e tutto il multiverso del futuro. Infine, Goku invita lo Zeno del futuro a venire a vivere nella sua linea temporale.
Qualche tempo dopo Goku esorta i due Zeno a organizzare il Torneo del Potere, una battle royale tra squadre di dieci combattenti in rappresentanza di svariati universi. Prima del torneo vero e proprio, Goku partecipa al torneo di dimostrazione per lo Zeno del futuro, dopodiché ritorna sulla Terra per reclutare i membri della propria squadra: la scelta ricade su Vegeta, Piccolo, Gohan, Crilin, C-17, C-18, Muten, Tenshinhan e Freezer, che torna in vita per ventiquattro ore grazie a Uranai Baba su richiesta di Goku. Durante il Torneo del Potere, Goku ha modo di misurarsi contro molti avversari, mettendosi in luce agli occhi degli Dei per la voglia di migliorarsi e superare i propri limiti di combattente. Durante il suo scontro con Jiren dell'Undicesimo Universo, il rivale più forte affrontato al torneo, Goku sblocca l'Ultra Istinto, che già da tempo Whis aveva tentato di insegnargli, e dopo numerosi avvicendamenti, la sua squadra vince finalmente il torneo con lui e Freezer che sconfiggono Jiren, il quale cade dal ring insieme a loro, facendo di 17 l'unico concorrente in piedi sull'arena, assegnando, quindi, alla squadra del Settimo Universo la vittoria. Dopo che 17 esprime il desiderio di riportare in esistenza tutti gli universi cancellati, Goku e la sua squadra ritornano vittoriosi sulla Terra.
Dopo la conclusione del Torneo del Potere, Freezer fa ritorno sulla Terra, scortato stavolta da due Saiyan: Paragas e suo figlio Broly. Quest'ultimo, esortato dal tiranno spaziale e dal padre, comincia a combattere contro Vegeta e Goku, rivelandosi un avversario troppo forte per i due guerrieri. Per sconfiggerlo, Goku si teletrasporta con Vegeta da Piccolo, che insegna a Vegeta la danza di Metamor, con la quale Goku e Vegeta si uniscono e danno vita a Gogeta, riuscendo così a ribaltare le sorti della battaglia. Gogeta si prepara a finire Broly con una Kamehameha, ma l'attacco va a vuoto, poiché Shenron, su richiesta di Cheelai, teletrasporta Broly sul pianeta Vampa.
Successivamente Goku e Vegeta vengono coinvolti in una missione della Pattuglia Galattica dove devono vedersela con lo stregone Molo, un pericoloso prigioniero fuggito dalla loro sorveglianza. Goku e Vegeta affrontano Molo sul pianeta di Neo Namecc, ma questi, con la sua magia, si rivela un avversario molto pericoloso e costringe i due Saiyan a battere in ritirata. Rendendosi conto che con la sola forza non può sconfiggere la magia del nemico, Goku si fa addestrare dall'angelo Merus nella Stanza dello Spirito e del Tempo alla quale si accede da un pianeta alieno, per imparare a padroneggiare perfettamente l'Ultra Istinto. Goku raggiunge la Terra e affronta i mercenari di Molo, sconfiggendo Saganbo, Zauyogi, Miza, Kikaza e Iwasa. Poi, usando l'Ultra Istinto, combatte contro Molo, riuscendo a sconfiggerlo con l'aiuto dei suoi amici.
Tempo dopo, Goku e Vegeta vengono ingannati dalla famiglia Heeter, i quali gli fanno credere che il mercenario Granolah è uno spietato conquistatore di mondi. In realtà, Granolah è l'ultimo cereliano che cerca vendetta contro i Saiyan che in passato (su ordine di Freezer) sterminarono la sua civiltà. Ne nasce uno scontro sul pianeta Cereal, nel quale sia Goku che Vegeta affrontano Granolah. Alla fine, resisi conto di essere stati messi l'uno contro l'altro, i tre uniscono le forze per affrontare Gas, il membro più forte degli Heeter potenziatosi con le sfere del drago di Cereal. Quest'ultimo, però, si rivela troppo potente, tanto che serve l'intervento, inaspettato, di Freezer per ucciderlo definitivamente. Nel corso di queste battaglie, Goku fa la conoscenza del namecciano Monaito, il quale gli rivela che Bardack era suo padre.

### Dragon Ball Daima
Qualche tempo dopo la sconfitta di Majin Bu, il re del mondo demoniaco Gomah raggiunge la Terra insieme al suo assistente Degesu e al namecciano Neva e usa le sfere del drago per far tornare Goku e i suoi amici alle dimensioni di bambini, così da indebolirli. Per tornare adulto e salvare Dende, che nel frattempo è stato rapito da Gomah, Goku raggiunge il mondo demoniaco insieme a Kaioshin e Glorio, un misterioso individuo che lavora segretamente per Arinsu.
Goku si avventura quindi all'interno del mondo demoniaco, esplorando i tre regni che lo compongono alla ricerca delle tre sfere del drago originali da usare per tornare alla sua statura originale e sconfiggere Gomah. Sconfitto il primo Tamagami a guardia di una delle sfere,  Goku si ricongiunge con Vegeta, Piccolo e Bulma, con i quali raggiunge, dopo un lunghissimo viaggio, la residenza di Gomah. Quest'ultimo, però, si è potenziato grazie al terzo occhio demoniaco ed è diventato gigantesco e molto più forte. Durante lo scontro con Gomah, Goku si trasforma in Super Saiyan 4, ma ciò non basta per sconfiggere il nemico. Così, Glorio usa le sfere del drago per far ritornare adulti sia Goku e i suoi amici. Riacquistata la sua vera forza, Goku riesce a ribaltare le sorti dello scontro, ma Gomah continua a potenziarsi. Solo l'intervento di Majin Kuu, che priva Gomah del terzo occhio demoniaco, permette a Goku e ai suoi amici di trionfare e di tornare sani e salvi sulla Terra.

## Descrizione

### Aspetto
All'inizio della serie Goku è un bambino dai capelli neri, minuto, muscoloso e presenta una particolarità estranea a qualsiasi essere umano: possiede una coda scimmiesca. Essa è uno dei tratti fisici comuni a tutta la razza dei Saiyan, la specie di Goku. Goku perde per ben due volte la coda all'inizio della storia, prima di essergli tolta definitivamente dal Dio della Terra prima del 23º Torneo Tenkaichi. Viene tuttavia riacquisita dal protagonista nel corso di Dragon Ball GT. Come tutti i Saiyan, i capelli di Goku non sono soggetti a crescita e per questo ha sempre lo stesso taglio di capelli. Durante Dragon Ball Z il personaggio diviene progressivamente più muscoloso, fino a ottenere una corporatura possente. Come tutti i suoi simili Saiyan, inoltre, la lunghezza del periodo di giovinezza e massima salute di Goku è più duraturo di quello degli umani.

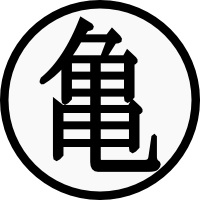
Il simbolo della Scuola della Tartaruga, kame (亀), presente sulla tuta di Goku

Piuttosto che essere fedele all'abbigliamento della sua razza, Goku preferisce vestirsi come un terrestre. Solo in un'occasione il protagonista ha indossato la tuta da battaglia, il capo d'abbigliamento comune ai Saiyan, nel corso del suo allenamento nella Stanza dello Spirito e del Tempo con il figlio Gohan. Gli abiti usuali di Goku sono delle divise di arti marziali, dette gi. All'inizio indossa una tuta blu con cintura bianca, poi nel corso della serie passa alla divisa arancione della Scuola della Tartaruga, con l'apposito marchio kame (亀? lett. "tartaruga") sul petto e sulla schiena. Sotto a quest'ultima divisa, in seguito, Goku aggiunge un indumento molto pesante e di colore blu (una maglietta a mezze maniche), fornitogli dal Dio della Terra per intensificare i suoi allenamenti, insieme a delle polsiere e a degli stivali, sempre blu e sempre molto pesanti. Il marchio kame sulla schiena viene poi sostituito con quello del Re Kaioh del Nord, kaioh (界, 王? lett. "re dei mondi"), e successivamente con il kanji go (悟?? lett. "eternità") sia sul petto, sia sulla schiena. Dopo la battaglia con Freezer, dalla tuta di Goku scompare qualsiasi marchio, mentre la cintura viene sostituita da un fascio blu più spesso. In Dragon Ball Z - La battaglia degli dei e in Dragon Ball Super Goku indossa una divisa arancione che possiede sia il marchio go sul petto e sulla schiena, sia il fascio blu. Più tardi, in Dragon Ball Z - La resurrezione di 'F' e sempre in Dragon Ball Super, Whis regala a Goku una nuova divisa arancione, priva però della canottiera blu e su cui è inciso il simbolo di Whis, e nuovi stivali di colore blu. Goku successivamente riprende la classica divisa con tanto di canottiera blu, e durante la saga del prigioniero della Pattuglia Galattica, il classico marchio viene sostituito con la "N" che fa da marchio alla pattuglia. Alla fine del manga Goku opta per una divisa più leggera color celeste con cintura bianca e pantaloni blu notte. Nel corso della serie GT opta definitivamente per il genere di divisa indossata alla fine del manga, ma color blu scuro con cintura bianca, polsini rosa e pantaloni gialli.
Nei vari stadi di Super Saiyan, Goku ha gli occhi azzurro-verdi e i capelli biondi, che progressivamente si allungano man mano che sale di livello. Le eccezioni sono il Super Saiyan God, stadio nel quale Goku ha i capelli rosso fuoco, l'aura divina di colore rosso acceso e una muscolatura meno prominente, e i successivi livelli del Saiyan oltre un dio e del Super Saiyan God Super Saiyan, il primo fisicamente uguale allo stadio base e il secondo caratterizzato da capelli, occhi e aura azzurri. Durante il Torneo del Potere, Goku risveglia l'Ultra Istinto e subisce una piccola trasformazione: i suoi capelli si sollevano leggermente assumendo una colorazione bianco-argentea, così come le sue pupille, mentre la muscolatura aumenta leggermente. Nel quarto livello del Super Saiyan introdotto in Dragon Ball GT Goku ha lunghi capelli neri, peluria rossa su gran parte del corpo (tranne viso e petto) e occhi gialli contornati di rosso; inoltre è provvisto di una coda di scimmia, anch'essa rossa.

### Personalità
Akira Toriyama creò la personalità di Goku ispirandosi parzialmente al proprio carattere, alle caratteristiche che egli prediligeva in una persona, alla caratterizzazione che reputava più adatta al protagonista di una storia fantastica, e ai tratti caratteriali più comuni attribuiti dalla tradizione al personaggio di Sun Wukong.
Come raccontato dal Maestro Muten, Goku da neonato era inizialmente ingestibile ed estremamente ribelle. Dopo esser precipitato da un burrone batté violentemente la testa e divenne un bambino buono e gentile. Proprio per questo Goku è in grado di salire in groppa alla nuvola d'oro senza problemi. Tuttavia è anche molto ingenuo, dato che ha vissuto in isolamento per anni, lontano dal mondo e dalla civiltà. Questa sua ignoranza lo porta a fidarsi troppo delle persone, ma anche a vedere il mondo con occhi diversi. Possiede un'ilarità spontanea e una quasi inconsapevole saggezza, è affascinato dalle persone in generale e prende la vita con spensieratezza. Il personaggio mostra un grande amore per i combattimenti, soprattutto con avversari molto forti, che gli permettano in tal modo di scoprire i suoi limiti e superarli. Fin da bambino, Goku punta a diventare un praticante di arti marziali sempre più abile ed esperto, per cui si allena duramente anche quando la Terra vive in pace. Si sente sempre stimolato davanti alla prospettiva di affrontare avversari più forti che lo spingono a migliorarsi, non mostrando mai invidia per coloro che sono più forti di lui. Goku rimane sempre ben disposto a imparare da nuovi maestri e, più in generale, crede che si possa imparare qualcosa di utile da chiunque.
A dispetto della sua indole guerriera, comunque, è una persona pacifica che preferisce ricorrere alla violenza solo se necessario, e come viene evidenziato più volte, odia uccidere: infatti è solito mostrare clemenza contro i suoi avversari, anche i più crudeli, pur essendo pronto a ucciderli alle volte, quando lo ritiene necessario. A quanto pare ciò che più odia è il tradimento, questo aspetto del suo carattere viene messo in evidenza quando Molo uccide i suoi servi, Cranberry e Saganbo, senza alcuna pietà, e infatti Goku era visibilmente disgustato dal suo cinismo. Senza nemmeno prenderne coscienza, Goku è capace di ispirare le persone aiutandole a redimersi, a conferma di ciò è il fatto che alcuni dei suoi nemici con lo sviluppo della trama sono passati dalla sua parte. Più volte ha salvato l'universo, ma per sua stessa ammissione le gesta eroiche di Goku sono motivate dal suo desiderio di mettersi alla prova combattendo contro avversari sempre più potenti, che spesso si rivelano malvagi. Solo in seguito al sacrificio di Merus, che è morto per salvare l'universo, per la prima volta Goku ha dato prova di voler seriamente proteggere gli altri sovraccaricandosi sulle spalle questa responsabilità. È coraggioso e altruista, sempre pronto ad aiutare che ne ha più bisogno, e a detta di Vegeta è proprio il suo desiderio di combattere in difesa dei deboli e degli indifesi a dar loro la forza per superare ogni ostacolo.
In seguito scopre di chiamarsi Kakaroth e di appartenere alla razza dei Saiyan, ma nonostante l'accettazione della sua natura continua a vivere comportandosi come un terrestre. Akira Toriyama ha dichiarato che i Saiyan non hanno ben chiaro il concetto di famiglia nel senso terrestre. Goku infatti considera i componenti della sua famiglia (ovvero la moglie Chichi e i figli Gohan e Goten) come degli amici, una considerazione non molto diversa rispetto a quella che ha dei suoi compagni di battaglia. Come specificato in Dragon Ball Super, sembra addirittura che Goku non abbia mai baciato sua moglie.

### Poteri e abilità
Essendo un membro della razza dei Saiyan, fin da piccolo è in grado di diventare velocemente molto più forte dei normali terrestri. Come per tutti gli altri membri del suo popolo possiede dei poteri soprannaturali: la lunghezza del suo periodo giovanile e di massima salute è più lungo di quello dei terrestri; è capace di compiere la trasformazione in Scimmia gigante per mezzo della sua coda (nelle notti di luna piena) che aumenta di dieci volte la sua potenza combattiva; infine possiede l'abilità denominata Zenkai: quando riporta gravi ferite in battaglia, ma riesce a sopravvivere, in seguito alla guarigione aumenta potenza, resistenza, velocità, prontezza di riflessi e il Ki, che è in grado di controllare, di utilizzare e di percepire in altri individui. Essendo un Saiyan possiede una forza e una resistenza largamente superiori a quelle di un essere umano (come viene messo già in evidenza alla sua prima apparizione) ciò nonostante fin da neonato Goku è stato classificato come un guerriero di infimo livello, poiché era uno degli individui più deboli del suo popolo; Goku nel corso della trama è riuscito a ovviare la sua naturale debolezza con costanti allenamenti sotto la supervisione di vari maestri, tra l'altro dal suo arrivo sulla Terra si era allenato nelle arti marziali già in tenera età, col risultato che è riuscito a raggiungere e a superare la forza di Vegeta, benché quest'ultimo fosse ritenuto il Saiyan d'élite migliore tra tutti. Come ogni Saiyan perde tutte le sue energie se qualcuno afferra la sua coda, ma in occasione del 22º Torneo Tenkaichi è stato capace di irrobustirla allenandola non venendo più privato della sua forza quando gli viene afferrata.
Inizialmente in combattimento ricorre al magico bastone Nyoi, dono di suo nonno, mentre per volare utilizza prevalentemente la nuvola d'oro (Nuvola Speedy nell'edizione italiana dell'anime), una nuvola magica regalatagli dal Maestro Muten. Tuttavia, dopo aver appreso la Tecnicha di galleggiamento (舞空術?, Bukujutsu), che utilizza per la prima volta alla fine dello scontro con Piccolo al 23º Torneo Tenkaichi, Goku utilizza la nuvola meno frequentemente. Anche il bastone allungabile ben presto diventerà pressoché inutile negli scontri e non verrà mai usato dal momento in cui Goku diventerà adulto.

Rappresentazione grafica dell'esecuzione dell'Onda Kamehameha

Rappresentazione grafica della Sfera dell'energia spirituale

Una delle principali abilità di Goku è la sua eccezionale capacità di apprendimento, infatti col tempo ha imparato un variegato numero di tecniche: allenandosi con Re Kaioh il Saiyan ha appreso il Kaioh Ken (界王拳?, Kaiō-ken, lett. "Colpo del re dei mondi") durante il periodo in cui Goku passa nell'aldilà dopo lo scontro con Radish, e l'ha utilizzato per la prima volta contro Nappa, e sempre da Re Kaioh ha imparato un'ulteriore tecnica, la Sfera dell'energia spirituale (元気玉?, Genki Dama, nota nel doppiaggio italiano come Energia sferica). Con questa tecnica Goku è in grado di richiedere a tutti gli esseri viventi una parte della loro energia, fino a formare con essa una sfera di immense dimensioni da scagliare contro l'avversario. Inoltre in occasione del combattimento contro Zamasu si farà allenare da Muten per apprendere la tecnica dell’Onda dell'arginamento demoniaco (魔封波?, Mafūba, Onda Sigillante nell'adattamento italiano dell'anime). Allenandosi con alcune razze aliene impara alcune delle loro tecniche, ad esempio dagli yardratiani impara il teletrasporto di Yardrat sull'omonimo pianeta, invece dai metamoriani, quando finì nell'aldilà per la seconda volta a causa di Cell, apprende la danza di Metamor con la quale si fonderà insieme a Vegeta dando vita a Gogeta. Inoltre in più occasioni ha dato prova di poter apprendere una tecnica ricopiandola dopo averla vista poche volte dai suoi compagni e dai suoi avversari, infatti conosce la Tecnica delle immagini residue, il Colpo del sole, la Lama circolare dell'anima, e il Colpo delle otto mani. La tecnica preferita di Goku è la Kamehameha (かめはめ波?, Kamehameha, Onda energetica nell'adattamento italiano dell'anime); Goku riesce a ripeterla dopo averla osservata una sola volta eseguita dal Maestro Muten. Nel corso della storia Goku riesce anche ad apportare delle modifiche alla tecnica, rendendola molto più efficace nei combattimenti; riesce per esempio a curvare il tragitto dell'onda per prendere alle spalle il Grande Mago Piccolo, oppure riesce a emetterla dai piedi per usarla come propulsione durante il combattimento tra lui e Piccolo nel Torneo Tenkaichi. Inoltre, man mano che col passare degli anni la forza di Goku aumenta, contemporaneamente aumenta anche l'effetto della Kamehameha, al punto tale che nella storia compariranno diversi sviluppi della tecnica, dalla Super Kamehameha, alla Kamehameha divina che viene utilizzata negli stadi di Super Saiyan God e Super Saiyan blu, e alla Kamehameha x10 (Onda energetica forza 10 nel doppiaggio italiano), utilizzata da Goku in Dragon Ball GT nello stadio di Super Saiyan IV.
Sebbene non ne faccia spesso utilizzo, possiene anche doti telepatiche, infatti comunica mentalmente con Gohan durante lo scontro con Vegeta, e sul pianeta Namecc dà prova di saper leggere nella mente, riuscendo a vedere nei ricordi di Crilin, lo stesso Goku afferma di non avere idea di come abbia sviluppato questa dote. Goku possiede anche dei poteri telecinetici.

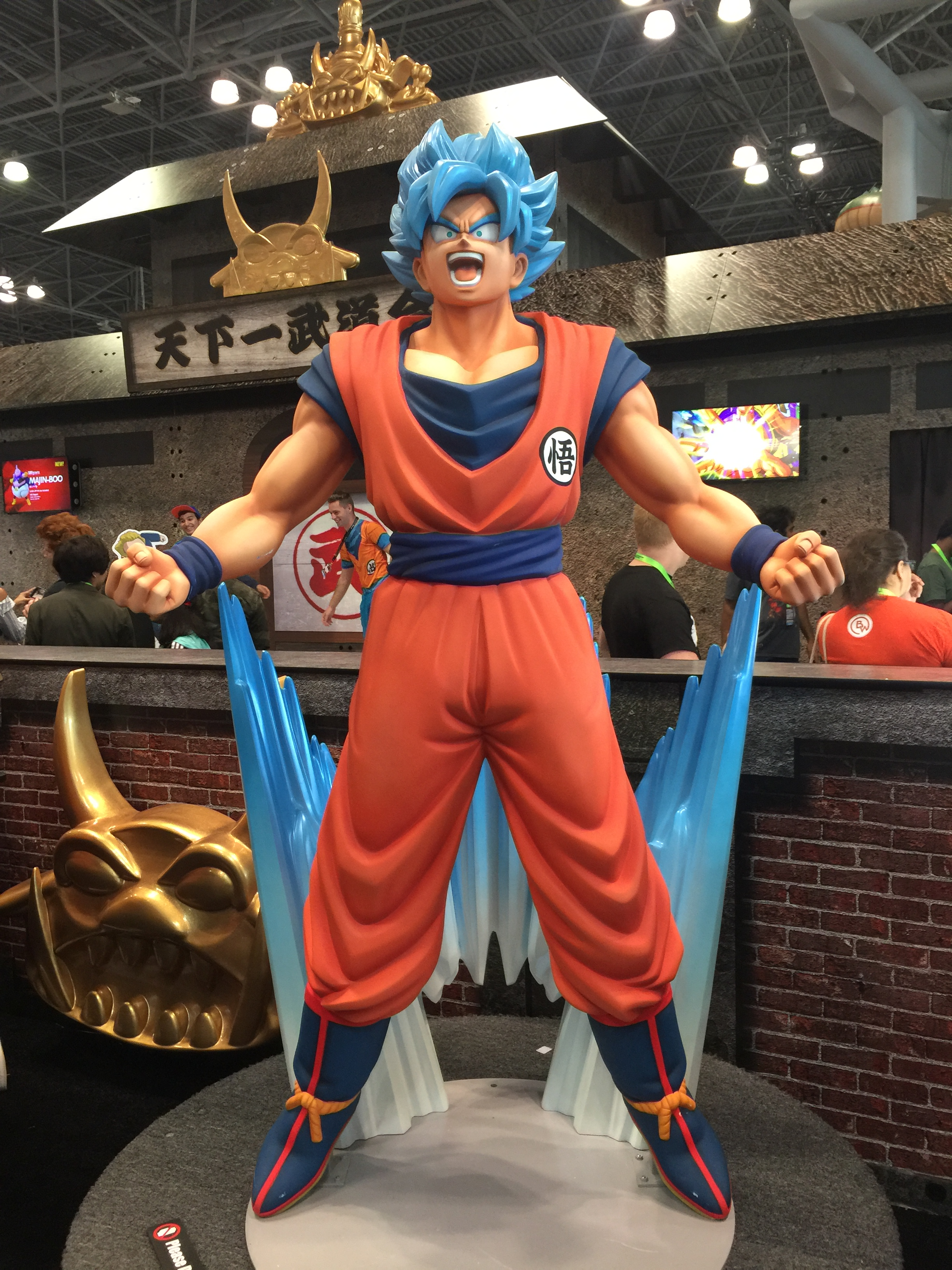
Statua di Goku trasformato in Super Saiyan blu

Goku si trasforma per la prima volta in Super Saiyan quando Freezer uccide Crilin sul pianeta Namecc. Col progredire della serie Goku raggiunge altri livelli di Super Saiyan che, a seconda dello stadio, gli fanno cambiare aspetto e gli aumentano la forza combattiva. Gli stadi seguenti raggiunti da Goku dopo il primo livello sono, in ordine: il secondo, il terzo, ed il quarto stadio del Super Saiyan, il Super Saiyan II ed il Super Saiyan III. Nel film La sfida dei guerrieri invincibili, Goku raggiunge inoltre uno stato intermedio fra il normale Saiyan e il Super Saiyan I, chiamato Falso Super Saiyan. Nel 195º episodio di Dragon Ball Z Goku affronta i membri della Squadra Ginew all'inferno. In tale occasione i capelli di Goku appaiono sollevati come nello stadio di Super Saiyan ma neri e l'aura appare dorata: non si tratta del Falso Super Saiyan (il quale è privo di pupille e iridi) ma della conseguenza di un tardivo cambio di sceneggiatura (inizialmente era previsto che Goku affrontasse la Squadra Ginew trasformato in Super Saiyan, poi si è optato per conservare tale forma per lo scontro fra il Saiyan e Paikuhan nel torneo delle 4 galassie) che ha spinto i disegnatori a limitarsi a ricolorare i capelli di Goku anziché ridisegnare la scena. In Dragon Ball GT Goku raggiunge lo stadio della Scimmia gigante dorata (l'equivalente di un Super Saiyan in forma di Scimmia gigante) e il Super Saiyan IV.

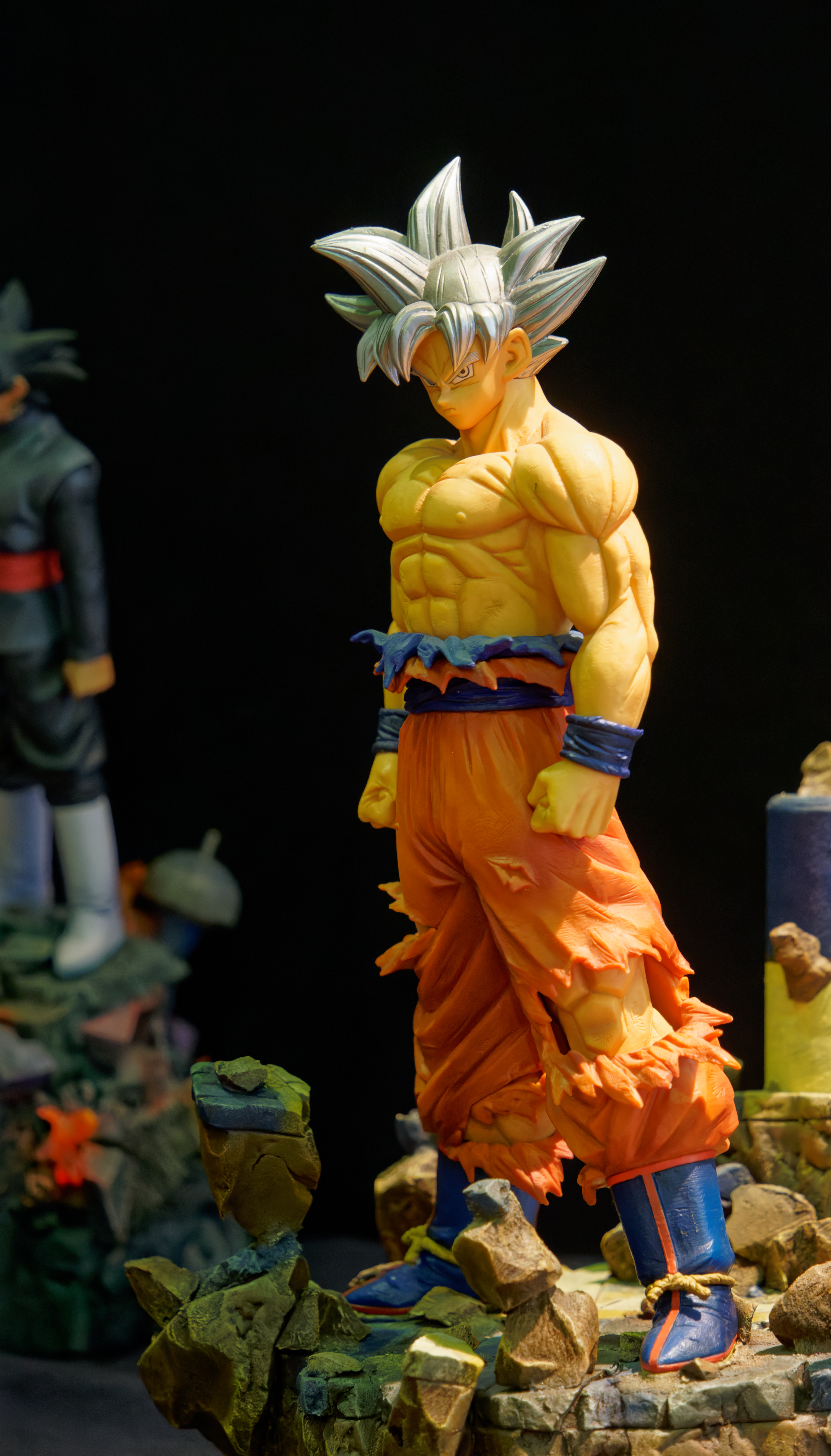
Action figure di Goku nella forma di Ultra Istinto

Nel film Dragon Ball Z - La battaglia degli dei e in Dragon Ball Super, grazie all'energia di altri cinque Saiyan, Goku raggiunge il livello del Super Saiyan God, che in seguito interiorizza e riesce a raggiungere senza l'aiuto dei compagni. Nel film Dragon Ball Z - La resurrezione di 'F', e sempre in Dragon Ball Super, dopo un allenamento con Whis, Goku raggiunge lo stadio di un Saiyan oltre un dio, ottenuto mantenendo il potere del Super Saiyan God nello stadio base. Sempre nello stesso film e in Super raggiunge un altro stadio, il Super Saiyan God Super Saiyan o semplicemente "Super Saiyan blu". Nell'anime di Dragon Ball Super, riesce a combinare la potenza devastante del Kaiohken con la trasformazione del Super Saiyan blu, dando origine al Super Saiyan blu Kaiohken, per poter fronteggiare Hit. Nel manga di Dragon Ball Super, Goku riesce a raggiungere anche lo stadio del Super Saiyan blu definitivo, per poter affrontare Zamasu fuso.
Durante il Torneo del Potere Goku riesce a ottenere l'Ultra Istinto, una condizione particolare che rende il corpo capace di reagire e adattarsi autonomamente alle minacce, azzerando così i tempi di reazione. L'acquisizione dell'Ultra Istinto fornisce a Goku due nuove trasformazioni. La prima, detta "Ultra Istinto Incompleto" è la conseguenza di un uso grezzo e incompleto dell'Ultra Istinto. Le iridi di Goku diventano grigie, il corpo sprigiona un'aura argentea e i capelli ondeggiano verso l'alto. Oltre a ciò, lo sguardo di Goku diviene più severo e la sua voce più profonda e aggressiva. La seconda, detta "Ultra Istinto Completo", viene acquisita da Goku a seguito dell'esperienza acquisita facendo uso dell'Ultra Istinto nello stato precedente. In questa forma sia iridi che capelli divengono color argento. Anche in questo caso nel manga la corporatura corrisponde a quella del Super Saiyan God. In questa forma il potere di Goku cresce con l'ira, e oltre a permettergli di superare in potenza la forza di un Dio della distruzione, lo rende virtualmente il mortale più potente del Settimo Universo.

## Doppiaggio

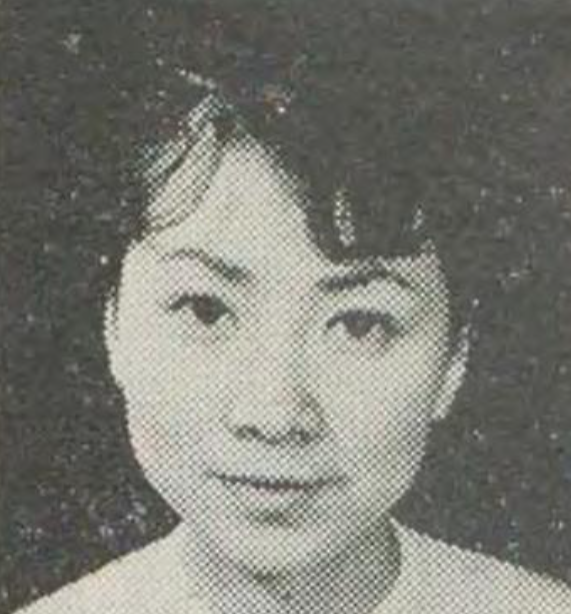
Masako Nozawa, doppiatrice originale di Goku in tutti i media dal 1986

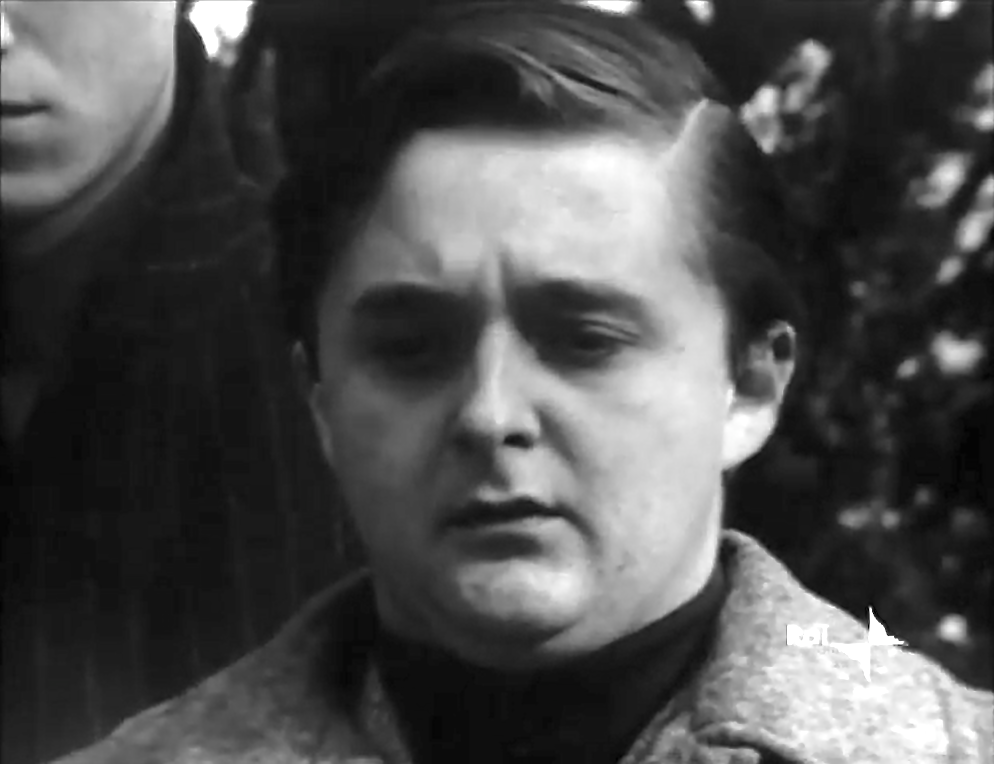
Paolo Torrisi, storico doppiatore di Goku adulto fino a Dragon Ball GT

Nella versione originale giapponese, il personaggio di Goku è stato costantemente doppiato da Masako Nozawa in tutti i media dal 1986. La sua straordinaria interpretazione si estende dall'infanzia all'età adulta di Goku, dimostrando una notevole versatilità vocale. Tale continuità nella prestazione vocale è stata un elemento distintivo nella rappresentazione di Goku e ha contribuito a consolidare il personaggio come uno dei più iconici dell'animazione giapponese. L'unica eccezione è costituita dal film Dragonball Evolution, in cui Goku è doppiato da Kappei Yamaguchi.
In Italia, la serie ha avuto vari doppiaggi: in una primissima edizione del 1989, andata in onda su Junior TV e rete televisive locali, Goku da bambino è doppiato da Massimo Corizza; successivamente i diritti sono passati alla Mediaset, edizione in cui è doppiato da Patrizia Scianca. Nello stesso periodo Dynamic Italia pubblica le VHS dei film e in quest'ultima edizione la voce è di Lorenzo De Angelis. Invece Son Goku da adulto ha la voce di Andrea Ward nel primo doppiaggio dei film storici, nonché degli ultimi due film più recenti di Dragon Ball Z, e di Paolo Torrisi nelle tre serie principali e nel ridoppiaggio dei film storici. Dopo la morte di Torrisi, avvenuta nel 2005, la voce di Goku adulto è di Claudio Moneta. Nello special Le origini del mito, Goku neonato ha la voce di Lorenzo De Angelis nel primo doppiaggio e quella di Federica Valenti nel secondo. Torrisi ha anche diretto il doppiaggio dell'anime e di tutti i film e special TV dedicati alla serie. Nella versione originale giapponese Goku finisce spesso le sue frasi con l'esclamazione "yatta!". Nella versione italiana Mediaset "yatta!" non è stato tradotto, ma semplicemente si è cercato con l'adattamento di completare i testi, così da sincronizzare il parlato con quello della versione originale. Dalla seconda serie in poi, "yatta!" viene sostituito dall'esclamazione di stupore "urca!", aggiunta da Torrisi e poi ripresa in Dragon Ball GT anche da Patrizia Scianca, quando il personaggio ritorna bambino, e in Dragon Ball Super da Claudio Moneta. Da notare infine che anche la prima voce di Goku adulto, Andrea Ward, ha diretto il doppiaggio del primo film di Dragon Ball Super, Dragon Ball Super - Broly.
Negli Stati Uniti, inizialmente il personaggio di Goku è stato doppiato da Stephanie Nadolny. Successivamente, durante l'infanzia del personaggio, Colleen Clinkenbeard ha fornito la sua voce. Da adulto, il ruolo di Goku è stato assunto da Sean Schemmel. In Francia Goku è doppiato da Brigitte Lecordier, Thierry Redler, Patrick Borg, Alain Flick e Thierry Mercier. In Spagna è doppiato principalmente da Ana Fernánde e Laura Torres, mentre da adulto da Adolfo Martínez, José Antonio Gavira Cortés e Mario Castaneda. In Portogallo è Henrique Feist a prestare la voce a Goku, mentre in Germania Goku è doppiato da bambino in Dragon Ball da Corinna Riegner, nei film da Ann Vielhaben, da bambino in Dragon Ball GT da Amadeus Strobl, da ragazzo in Dragon Ball da Frank Schaff, e infine da adulto in Dragon Ball Z, Dragon Ball GT, Dragon Ball Kai e Dragon Ball Super da Tommy Morgenstern, Amadeus Strobl e Stefan Brauler.

## Accoglienza
Goku ha avuto moltissime recensioni positive da parte di riviste di manga e anime, tant'è che ha raggiunto la prima posizione in diversi sondaggi di popolarità. Anime News Network ha elogiato particolarmente il carattere allegro, gentile, altruista e soprattutto ingenuo del personaggio, ma anche lo sviluppo della trama del fumetto. Il sito Rationalmagic.com ha apprezzato l'innocenza di Goku, definendola una delle parti più divertenti della serie. Secondo Julius Weideman il viaggio e la forza di Goku hanno conquistato "l'ammirazione dei ragazzi di tutto il mondo". Si è classificato inoltre al primo posto nella IGN's Top 25 Anime Characters of All Time; lo scrittore Thomas Zoth ha affermato che Goku ha "completamente rivoluzionato il genere shōnen". Infatti Goku è stata fonte di ispirazione per la creazione di successivi personaggi di manga e anime, come Naruto Uzumaki di Naruto e Monkey D. Rufy di One Piece. In un sondaggio stilato dalla rivista Newtype del marzo 2010 Goku è stato votato come il quarto personaggio maschile più popolare degli anni ottanta.
Sono state messe in commercio numerose linee di action figure, peluche e portachiavi dedicate al personaggio. Son Goku è inoltre il nome di una band rock tedesca: il gruppo ha rivelato che Goku è la loro fonte di ispirazione ed è un grande guerriero che salva il mondo. Nel 2005, sulla rivista Reader Daily, Goku è stato l'unico personaggio di una serie manga e anime a classificarsi nel sondaggio The Greatest Geek Movie Heroes of All Time, dove ha raggiunto la decima posizione. Nel 2000 si è classificato al terzo posto dal sondaggio stilato da Animax riguardo ai personaggi di anime preferiti. In un sondaggio condotto da Oricon nel 2007 si è classificato al primo posto (tra altri mille personaggi) come il "personaggio di un manga più potente di tutti i tempi". Nel sondaggio sul sito Rankingjapan.com, in cui le persone hanno dovuto scegliere un personaggio come amico, Goku si è classificato quinto. Jackie Chan, indiscusso attore e lottatore di arti marziali, ha rivelato che Goku è il suo personaggio preferito. Goku si è infine classificato al primo posto nella lista dei 25 più grandi personaggi di anime di tutti i tempi stilata da IGN. Dal 2015 in poi, il 9 maggio è ufficialmente riconosciuto, almeno in Giappone, come il "Giorno di Goku"; la decisione della Japan Anniversary Association, l'ente nipponico preposto ad assegnare ad ogni giorno dell'anno la sua celebrazione, è arrivata in seguito alla richiesta avanzata dalla Toei Animation. Nel 2017 Goku viene scelto, insieme ad altri personaggi importanti del mondo dei manga, come ambasciatore ufficiale dei Giochi della XXXII Olimpiade, in programma a Tokyo nel 2020.

## Altri media
Il personaggio di Goku appare in molti media. Compare, oltre che nel manga e anime Dragon Ball, anche in altre opere come Cross Epoch, un manga crossover fra Dragon Ball e One Piece realizzato in collaborazione tra Toriyama ed Eiichirō Oda, nel quale è il protagonista insieme a Monkey D. Rufy. Compare anche in altri due manga scritti da Akira Toriyama. Nel primo, Nekomajin, Goku compare nei capitoli conclusivi dove si scopre essere il maestro del protagonista Neko Majin, un gatto antropomorfo dalla forza sovrumana. In un capitolo speciale di Jaco the Galactic Patrolman, Dragon Ball Minus, Goku compare da bambino nel momento in cui viene inviato dal pianeta Vegeta verso la Terra da sua madre Gine (che in questo manga fa la sua prima apparizione) e da suo padre Bardack. Inoltre Jaco, il protagonista del manga Jaco the Galactic Patrolman, è un poliziotto galattico che viene inviato sulla Terra proprio allo scopo di uccidere il piccolo Goku.
Goku fa una comparsa nel remake della serie animata di Dr. Slump che ha come protagonista Arale, altro personaggio creato da Toriyama e apparso anche nella prima serie di Dragon Ball e in Dragon Ball Super. Infine, Goku è comparso in due cortometraggi speciali sulla sicurezza intitolati Dragon Ball: Gokū no kōtsū anzen e Dragon Ball: Gokū no shōbōtai, creati allo scopo di istruire i bambini ad evitare i pericoli. Goku viene citato nel manga di Keroro e omaggiato in Naruto. Nel primo manga viene affermato che il personaggio di Angol Mois è affetta dalla "sindrome di Kakaroth", la quale comporta il cambiamento caratteriale di un alieno da spietato a più amichevole in seguito a una caduta (evidente riferimento alla botta subita da Goku quando era neonato). In Naruto il Cercoterio con quattro code è un gorilla di nome Son Goku, che cita sia il personaggio di Dragon Ball, sia il personaggio originale di Sun Wukong. A Dragon Ball sono state dedicate molte canzoni e Goku viene citato nelle seguenti: Son Goku Song - La canzone di Son Goku, Gokū no Gokigen Jānī, Aitsu wa Son Gokū di Hironobu Kageyama e infine nel duetto Ore-tachi no Energy.
Oltre a comparire nei videogiochi dedicati alla saga, Goku è presente in giochi spin-off con altri protagonisti di manga, come ad esempio J-Stars Victory Vs e Jump Force. Nel videogioco Jetpack Joyride è possibile acquistare parti di abbigliamento e i capelli biondi di Goku trasformato in Super Saiyan. Goku ha fatto importanti apparizioni televisive su Fuji Television, come ad esempio come conduttore dei Nippon Ijin Taishō (日本偉人大賞?, Japan Great Man Awards). Dal 1996 in poi ha fatto apparizioni anche all'estero: negli Stati Uniti è comparso in episodi speciali di altre famose serie televisive.
Sono stati dedicati tre film live action alla saga di Dragon Ball. In Dragon Ball - Il film Goku è interpretato da Charles Chen Zi-Qiang, con la voce italiana di Francesco Pezzulli, nel film Dragon Ball, uscito nelle sale il 12 dicembre 1990, Goku è stato interpretato da Heo Seong-Tae, mentre in Dragonball Evolution è interpretato da Justin Chatwin, con la voce italiana di Daniele Raffaeli, in una versione cinematografica totalmente differente da quella del manga e dell'anime.